# Moon Unit Zappa
Moon Unit Zappa (New York, 28 settembre 1967) è un'attrice e scrittrice statunitense, figlia del musicista e compositore Frank Zappa.

## Biografia

### Infanzia
Moon Zappa nacque a New York, primogenita di Gail (nata Sloatman) e Frank Zappa. I suoi fratelli più piccoli sono: Dweezil, Ahmet e Diva. Il padre di Zappa era di origini siciliane, greco-arabe e francesi, mentre la madre era di discendenza portoghese e tedesca. Frequentò la Oakwood School a North Hollywood, California.

### Carriera
Zappa cominciò la propria carriera nel 1982 all'età di quattordici anni, quando partecipò al singolo discografico del padre intitolato Valley Girl. La canzone include un monologo di Moon in tipico slang adolescenziale della San Fernando Valley. Valley Girl fu il maggiore successo da classifica di Frank Zappa negli Stati Uniti, e rese popolari frasi del testo come «grody to the max» e «gag me with a spoon». Il brano fu incluso nell'album Ship Arriving Too Late to Save a Drowning Witch.
Nella metà degli anni ottanta, Zappa e il fratello Dweezil furono di frequente ospiti come VJ su MTV.
Cantò nelle canzoni di Dweezil My Mother Is a Space Cadet / Crunchy Water del 1982 e in Let's Talk About It nell'album Havin' a Bad Day del 1986.
Da teenager, Zappa recitò nelle serie televisive CHiPs, L'albero delle mele, e nel film Nightmares - Incubi. Ancora diciottenne, fu consulente tecnico ed apparve in numerosi episodi della serie Fast Times. Da adulta, lavorò come comica stand-up, scrittrice per riviste, e attrice, apparendo in pellicole quali National Lampoon's European Vacation e I visitatori del sabato sera, e nelle sitcom Normal Life e Super Mario. Apparve inoltre in How I Met Your Mother e in Pappa e ciccia (episodio: Pampered to a Pulp)
Nel 2000 apparve come cantante ospite nel terzo album solista di Kip Winger Songs from the Ocean Floor. È l'autrice del romanzo America, the Beautiful, pubblicato nel 2001. Ha anche scritto degli articoli sul The New York Times.

## Vita privata
Nel giugno 2002 Moon Zappa sposò Paul Doucette, chitarrista e batterista del gruppo pop Matchbox Twenty. Dalla loro unione nacque una figlia, Mathilda Plum Doucette. I due divorziarono nel 2014.
A seguito della morte della madre Gail, nell'ottobre 2015, fu rivelato che i fratelli Ahmet e Diva erano i detentori dell'eredità della famiglia Zappa con quote del 30% ciascuno, mentre Moon e il fratello Dweezil avevano il 20% ciascuno. Parlando al Los Angeles Times nel 2016, Zappa definì la questione "lo shock più orribile della [sua] vita." Solo come beneficiari, Moon e Dweezil devono chiedere il permesso ad Ahmet, il fiduciario, per ricavare profitti dalla musica del padre o con la merce che porta il suo nome.
Nel 2018, pare che i fratelli Zappa abbiano riconciliato legalmente le loro divergenze, con Dweezil che ha osservato: «Può essere una strada accidentata a volte - siamo una famiglia italiana dal sangue caldo - ma abbiamo deciso di lavorare per discutere i problemi in privato piuttosto che utilizzare forum pubblici e avvocati».

## Filmografia

### Cinema
- Nightmares - Incubi (Nightmares), regia di Joseph Sargent (1983)
- Ma guarda un po' 'sti americani! (National Lampoon's European Vacation), regia di Amy Heckerling (1985)
- I ragazzi della porta accanto (The Boys Next Door), regia di Penelope Spheeris (1987)
- Heartbeat (1989)
- Parlami di te (Listen to Me), regia di Douglas Day Stewart (1989)
- Heartstopper (1990)
- I visitatori del sabato sera (The Spirit of '76), regia di Lucas Reiner (1990)
- Tutti conoscono Roberta (Little Sister), regia di Jimmy Zeilinger (1992)
- Dark Side of Genius (1994)
- Love Always, regia di Jude Pauline Eberhard (1996)
- The Girl Gets Moe (1997)
- Pterodactyl Woman from Beverly Hills, regia di Philippe Mora (1997)
- Anarchy TV, regia di Jonathan Blank (1998)
- Jack Frost, regia di Troy Miller (1998) - non accreditata
- Brutal Truth (2000)
- Behind the Seams (2000)
- Love & Distrust (2010)
- Last Will (2011)

### Televisione
- CHiPs - serie TV, episodio 6x05 (1982)
- L'albero delle mele (The Facts of Life)- serie TV, episodio 6x22 (1985)
- Normal Life - serie TV, 13 episodi (1990)
- I casi di Rosie O'Neill (The Trials of Rosie O'Neill) - serie TV, episodio 2x04 (1991)
- Murder One - serie TV, episodio 1x17 (1996)
- Ragazze a Beverly Hills (Clueless) - serie TV, episodio 1x04 (1996)
- Pappa e ciccia (Roseanne) - serie TV, episodio 9x06 (1996)
- Cinque in famiglia (Party of Five) - serie TV, episodio 4x10 (1997)
- Curb Your Enthusiasm - serie TV, episodio 4x03 (2004)
- How I Met Your Mother - serie TV, episodio 2x11 (2006)
- Private Practice  - serie TV, episodio 1x01 (2007)
- Grey's Anatomy - serie TV, episodio 6x17 (2010)
- High School USA! - serie TV, 5 episodi (2013)

## Doppiatrici italiane
Nelle versioni in italiano delle opere in cui ha recitato, Moon Unit Zappa è stata doppiata da:
- Antonella Giannini in Private Practice
- Lorenza Biella in Grey's Anatomy